# Poljanere (østlige)
Poljanere (polsk: Polanie; ukrainsk: Поляни, tr. Poljany; russisk: Поляне, tr. Poljane) var en slavisk stamme mellem 500 og 800-tallet, der blev omtalt i Nestorkrøniken. Poljanerne beboede begge sider af Dnepr fra Ljubetsj og langs de nedre løb af floderne Ros, Sula, Stuhna, Teteriv, Irpin, Desna og Pripjat. I den tidlige middelalder var der to slaviske stammer, der bar navnet på Polanere, den anden er de vestlige Polanere (forfædre til de moderne polakker). Navnet stammer fra det gamle østslaviske ord поле eller поляна (tr. poljana), der betyder "eng", fordi poljanerne var bosat på de åbne enge langs floderne. Omkring 862 blev poljanerne knyttet til det gamle Rus. Efter den gamle Rus-hovedstad var blevet flyttet til deres hjemby Kijev, blev det poljanske sprog til hovedsprog i Kijevriget. Poljanerne var den første ikke-Rus stamme der ændrede deres navn til Rus og spillede en central rolle i dannelsen af ukrainske genetik. Ukrainsk, hviderussisk og sandsynligvis rusinsk har rødder i poljansk sprog.